# Eupithecia montanata
Eupithecia montanata är en fjärilsart som beskrevs av Brandt 1938. Eupithecia montanata ingår i släktet Eupithecia och familjen mätare. Inga underarter finns listade i Catalogue of Life.